# Adjudant-commandant
 (décembre 2024).
Si vous disposez d'ouvrages ou d'articles de référence ou si vous connaissez des sites web de qualité traitant du thème abordé ici, merci de compléter l'article en donnant les références utiles à sa vérifiabilité et en les liant à la section « Notes et références ».

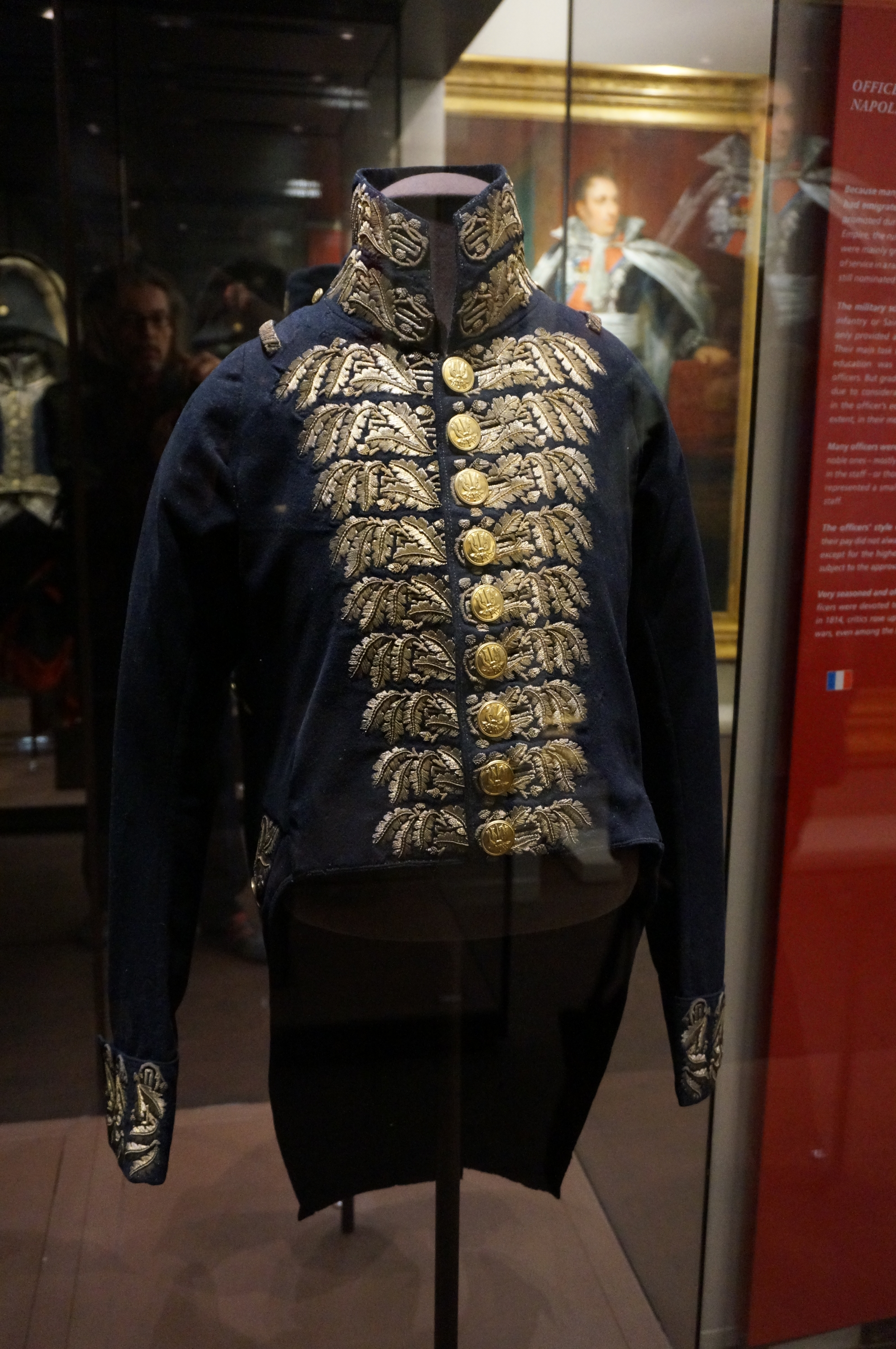
Habit d'adjudant-commandant de l'armée napoléonienne. Musée de l'Armée (Paris).

Dans l’armée française au XIXe siècle, adjudant-commandant était une fonction d'état-major, et non pas un grade.
Un colonel ou un chef de bataillon/escadron pouvait être nommé à cet emploi[Quand ?] qui se situe généralement entre colonel et général de brigade.

## Officiers du grade d'adjudant commandant
- Louis-Joseph Nompar de Caumont [réf. nécessaire];
- Vast Robert Constant Dupont d'Erval, mort à la bataille de la Moskova en 1812.
- Eustache Hubert Passinges